# حصارک (رود)
رودخانهٔ حصارک جوی آبی است که در دره جنی در شرق گلابدره و امامزاده قاسم در تهران از چشمه شکل می‌گیرد. بیشتر آب این رود به مصرف جماران می‌رسد. آب این رود در پایین‌دست به مسیل منظریه می‌ریزد.